# Óscar Piñeda
Óscar Piñeda Méndez (* 4. April 1977) ist ein guatemaltekischer Straßenradrennfahrer.
Óscar Piñeda begann seine Karriere im Jahr 2000 zusammen mit seinem Bruder Juan Carlos Piñeda bei dem US-amerikanischen Radsportteam 7 UP-Colorado Cyclist. Bei den Olympischen Sommerspielen 2000 in Sydney startete er im Straßenrennen, wo er den 91. Platz belegte. In der Saison 2003 wurde Piñeda jeweils Erster bei der Tuesday Twilight Racing Series und bei der Floyd Bennett Field Tuesday Night Racing Series. Außerdem gewann er eine Etappe beim Cyclefest.

## Teams
- 2000 7 UP-Colorado Cyclist
- 2001 7 UP-Colorado Cyclist
- 2002 7 UP-NutraFig
- 2003 7 UP-Maxxis

...
- 2005 Nerac.com

...
- 2014 CRCA-Lupus Racing Team